# الزحافة القوسية
الزحافة القوسية (الاسم العلمي:†Apsisaurus) هو جنس منقرض من الزواحف يتبع فصيلة أفعوانيات العيون من أصنوفة البليكوصوريات الحقيقية.